# Rhinodelphax hargreavesi
Rhinodelphax hargreavesi är en insektsart som beskrevs av Frederick Arthur Godfrey Muir 1934. Rhinodelphax hargreavesi ingår i släktet Rhinodelphax och familjen sporrstritar. Inga underarter finns listade i Catalogue of Life.